# Pompmolen (Schoppem)
De Pompmolen was een watermolen op de Voer in Schoppem, een gehucht van 's-Gravenvoeren in Belgisch Limburg. Ze ligt naast een voorde in de nabijheid van kasteel Ottegraven en de doorgaande weg Ottegraeven tussen Sint-Martens-Voeren en Schoppem.
Anno 2010 is de eerstvolgende watermolen op de Voer stroomopwaarts gezien de Molen van Frisen in Sint-Martens-Voeren en stroomafwaarts de Molen op de Meulenberg in 's-Gravenvoeren.
Het betreft een bovenslagmolen in een klein bakstenen gebouw met als functie van een wateropvoermolen met zuigerpomp. Het waterwiel is in een grote waterkolom geplaatst en wordt gevoed door een bypass van de rivier. De pomp stuwt water naar de kasteelhoeve van Ponthière.